# Хейло Олександр Валерійович
Олександр Валерійович Хейло (бл. 1973, Селидове, Донецька область, УРСР) — український високопосадовець та управлінець у вугільній сфері, гірничий інженер за фахом, заступник Міністра енергетики України з 6 вересня 2023 по 12 серпня 2024. 12 серпня 2024 викритий СБУ, НАБУ та САП на хабарі у $500 тис.. Має проросійську позицію.

## Життєпис
Олександр Хейло народився у невеликому шахтарському містечку Селидове на Донеччині.
У 1997 році закінчив Державну гірничу академію України за спеціальністю — «Підземна розробка родовищ корисних копалин».
У 2001 закінчив Донецький національний університет імені Василя Стуса за спеціальністю «Правознавство».
Працював на керівних посадах вугледобувних підприємств, зокрема у сфері економіки, збуту вугільної продукції, маркетингу, постачання вугілля на ТЕС України та стратегічного розвитку компаній.
Мешкав у місті Дніпро.
З 2013 по 2022 рік працював на керівних посадах у ДП «ВК „Краснолиманська“», ПАТ «Енергоінвест Холдинг», ПАТ «Центренерго».
З грудня 2022 й по вересень 2023 очолював державне підприємство «Укрвугілля».
3 вересня 2023 року Прем'єр-міністр України Денис Шмигаль призначив Хейла на заступником Міністра енергетики України.

## Розслідування
СБУ та НАБУ за сприяння міністра енергетики викрили масштабну корупційну схему, яку організував заступник міністра Хейло. 12 серпня 2024 року затриманий СБУ, НАБУ та САП за отримання хабара в $500 тис.. Того ж дня був звільнений з посади в міністерстві. Вищий антикорупційний суд заарештував Хейла на два місяці (до 8 жовтня). Суд постановив взяти його під варту з заставою в 25 млн грн.
13 серпня ВАКС обрав запобіжні заходи двом іншим фігурантам справи (тримання під вартою з заставою 7 млн грн та домашній арешт). Тоді ж СБУ оприлюднила записи розмов Хейла з обговоренням хабара і побажанням загибелі міністру енергетики під час поїздки до Харкова.

## Громадянська позиція
Розміщував антиукраїнський контент у соцмережах. Зокрема Громадська рада доброчесності зафіксувала, що він поширював відео під заголовком «Бійців Беркута таранить вантажівка. Це метод приходу до влади нинішньої хунти» (рос. «Бойцов Беркута таранит грузовик. Это метод прихода к власти нынешней хунты») та статтю під назвою «Заява ООН: держави Україна немає та не було ніколи» (рос. «Заявление ООН: государства Украина нет и не было никогда»).

## Особисте життя
Мешкав у Дніпрі, на центральному проспекті міста.

### Родина
- Дружина — Яна Валеріївна Хейло. У 2002—2008 була суддею Селидівського суду Донецької області. З 2008 суддя Апеляційного суду Донецької області, з 2019 — Донецького апеляційного суду. 17 серпня 2023 звільнена у відставку Вищою радою правосуддя.[13] Станом на березень 2018 протягом 64 дні провела в окупованому Криму. Під час проходження кваліфікації суддів, подала неповні відомості у майнових деклараціях щодо корпоративних прав свого чоловіка.[14]
- Донька — Хейло Соф'я Олександрівна (нар. у 2009—2010 рр.), має інвалідність[9].
- Кум — підприємець Сергій Кузяра. За даними ЗМІ, пов'язаний з Віктором Медведчуком, а також тривалий час працював на людей сина Януковича — Олександра[15].